# 矬螳属
矬螳属（学名：Ima）是矮螳科的一属。

## 下属物种
本属包括以下物种：
- Ima fusca Tindale, 1924